# Chirita lacei
Chirita lacei är en tvåhjärtbladig växtart som först beskrevs av William Wright Smith, och fick sitt nu gällande namn av Brian Laurence Burtt. Chirita lacei ingår i släktet Chirita och familjen Gesneriaceae. Inga underarter finns listade i Catalogue of Life.